# 茶条木属
茶条木属（学名：Delavaya）是无患子科下的一个属，为乔木植物。该属仅有茶条木（Delavaya torocarpa）一种，分布于越南北部及中国云南和广西。